# 星鲨药业

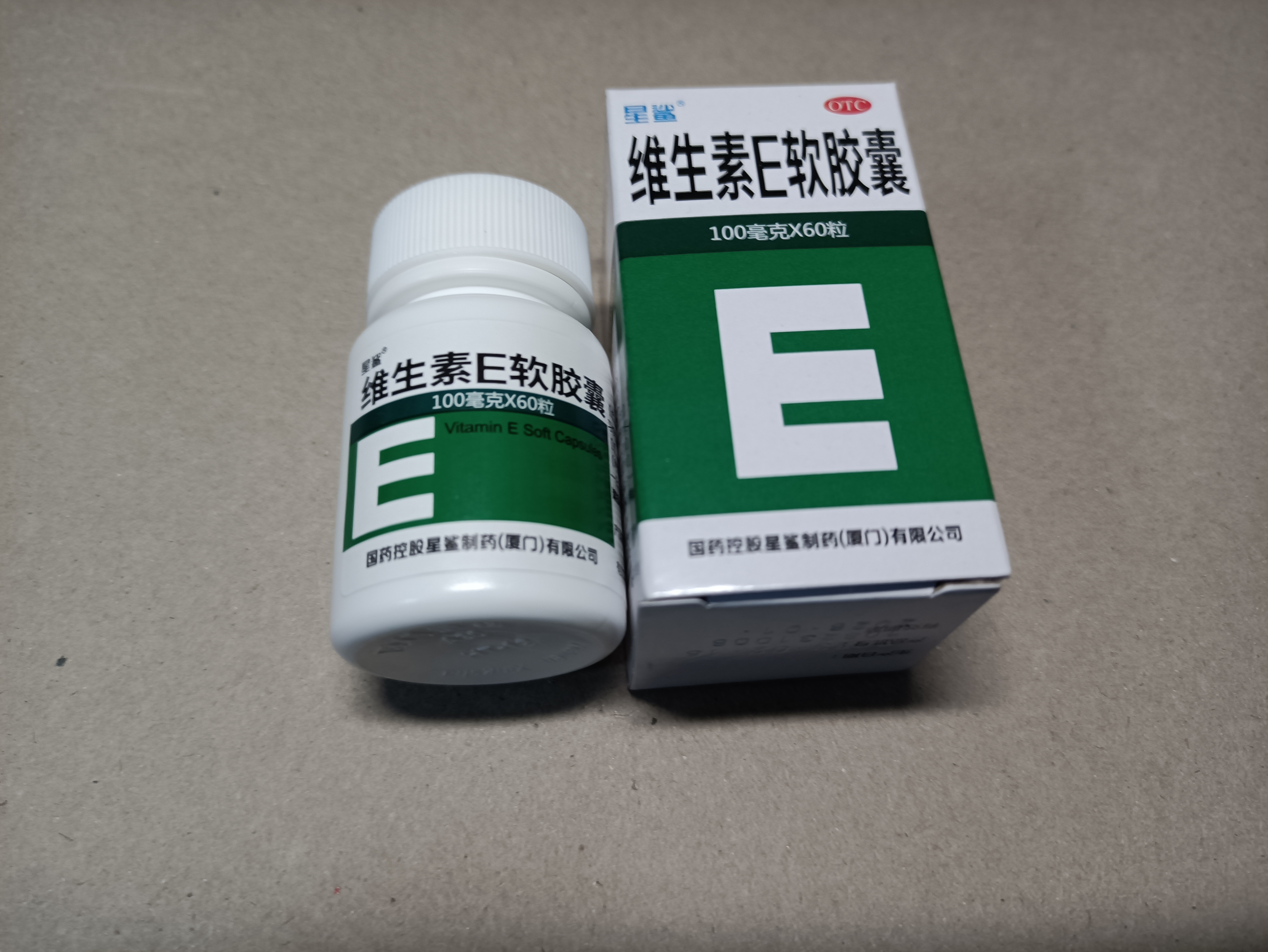
星鯊牌維他命E軟膠囊

国药控股星鲨制药（厦门）有限公司（前身为厦门鱼肝油厂）是一家中国製藥公司，主要產品是魚肝油。

## 历史
1952年前身廈門魚肝油厰在沙坡尾58號建立。1998年改制星鯊實業有限公司，2004年12月與建發製藥合并重組為星鲨药业集团有限公司:718。2011年12月21日，国药控股与厦门轻工集团重组后，更名国药控股星鲨制药（厦门）有限公司。

## 外部鏈接
- 官方网站